# أكيوشي أوهاشي
أكيوشي أوهاشي (باليابانية: 大橋 昭好) (11 ديسمبر 1962 في شيزوكا في اليابان – )؛ هو لاعب كرة قدم سابق كان يلعب كحارس مرمى.

## وصلات خارجية
- أكيوشي أوهاشي على موقع رابطة كرة القدم اليابانية للمحترفين (اليابانية)